# Nils Ch. Månsson

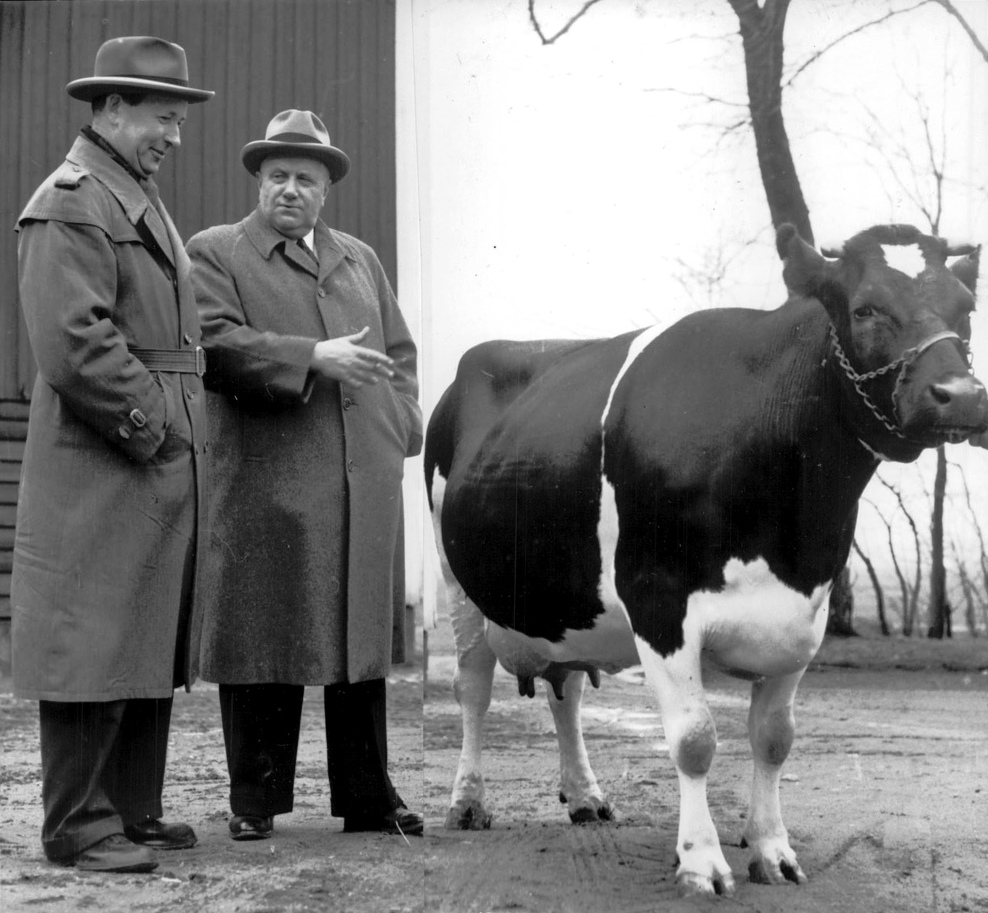
Nils Ch. Månsson tillsammans med Reimer Johansson.

Nils Christian Månsson, född den 8 april 1904 i Västra Klagstorps församling, Malmöhus län, död den 20 november 1964 i Halmstad, var en svensk agronom. Han var son till Nils Månsson.
Månsson avlade studentexamen i Malmö 1922 och agronomexamen vid Alnarp 1928. Efter jordbrukspraktik blev han föreståndare för Sveriges allmänna lantbrukssällskaps filial i Malmö 1930 och därefter sekreterare och verkställande direktör i Hallands läns hushållningssällskap 1933. Månsson var utgivare av hushållningssällskapets handlingar och almanack från sistnämnda år. Han utgav Kurs i mejeribokföring (tillsammans med kamrer L. Hasselberg för Hermods, 1932). Månsson författade manuskriptet till kortfilmen Smaklig måltid (1961). Han blev riddare av Vasaorden 1945 och kommendör av Nordstjärneorden 1958.